# Psychic Detective Yakumo
Psychic Detective Yakumo (яп. 心霊探偵 八雲 Синрэй тантэй Якумо) — серия лайт-новел Манабу Каминаги, поначалу выпускавшаяся с иллюстрациями Като Акацуки компанией Nihon Bungeisha, но впоследствии сменившая художника на Ясуси Судзуки и ставшая печататься издательством Kadokawa Shoten под лейблом Kadokawa Bunko (角川文庫). Также по мотивам сюжета были выпущены две серии манги. Начиная с октября по декабрь 2010 года выходила аниме-адаптация ранобэ производства студии Bee Train.

## Сюжет
Сюжет рассказывает о студенте колледжа Якумо Сайто, родившемся с необычной патологией — различным цветом глаз. Его левый красный глаз дал ему возможность видеть призраков и духов, которые, как ему кажется, остаются на земле по определённым причинам. Он говорит с призраками, чтобы выяснить и устранить эту самую причину, дабы душа могла упокоиться с миром.
Однажды в колледже к нему приходит студентка — Харука Одзава и просит спасти её подругу.

## Аниме-сериал

### Список серий
| № серии | Заглавие | Трансляция в Японии  |
| ------- | --- | -------------------- |
| 1       | Закрытая комната The Forbidden Room «Акадзу но ма» (開かずの間)                                                                   | 3 октября 2010 года  |
| 2       | Проклятие седой лисицы The Curse Of The White Fox «Бякко но татари» (白狐の祟り)                                                  | 10 октября 2010 года |
| 3       | Тьма тоннеля The Darkness Of The Tunnel «Тоннэру но ями» (トンネルの闇)                                                           | 17 октября 2010 года |
| 4       | То, что связывает душу ~ Одержимость ~ Connecting Spirits ~ Possession~ «Тамасии о цунагу моно ~ хё:и ~» (魂をつなぐもの～憑依～) | 24 октября 2010 года |
| 5       | То, что связывает душу ~ Оживление ~ Connecting Spirits ~ Rebirth~ «tamashii o tsunagu mono ~ sosei ~» (魂をつなぐもの～蘇生～)   | 31 октября 2010 года |
| 6       | Дешёвая квартира Cheap Article «kakuyasu no bukken» (格安の物件)                                                                  | 7 ноября 2010 года   |
| 7       | Соединяя мысли ~ Капкан ~ Connecting Thoughts ~Trap~ «tsunagaru omoi ~ wana ~» (つながる想い～罠～)                               | 14 ноября 2010 года  |
| 8       | Соединяя чувства ~ Судьба ~ Connecting Thoughts ~Bonds~ «tsunagaru omoi ~ en ~» (つながる想い～縁～)                              | 21 ноября 2010 года  |
| 9       | Соединяя чувства ~ Свет ~ Connecting Thoughts ~Light~ «tsunagaru omoi ~ hikari ~» (つながる想い～光～)                            | 28 ноября 2010 года  |
| 10      | На грани отчаяния ~ Известие ~ End of Despair ~Notice~ «shitsui no hate ni ~ kokuchi ~» (失意の果てに～告知～)                    | 5 декабря 2010 года  |
| 11      | На грани отчаяния ~ Клинок убийцы ~ Beyond Despair ~Assasin's Dagger~ «tsunagaru omoi ~ wana ~» (つながる想い～罠～)              | 12 декабря 2010 года |
| 12      | На грани отчаяния ~ Ненависть ~ Connecting Thoughts ~Trap~ «tsunagaru omoi ~ wana ~» (つながる想い～罠～)                         | 19 декабря 2010 года |
| 13      | На грани отчаяния ~ Вечность ~ Connecting Thoughts ~Trap~ «tsunagaru omoi ~ wana ~» (つながる想い～罠～)                          | 25 декабря 2010 года |